# Trofeo Villa de Madrid
Trofeo Villa de Madrid (z hiszp. Trofeum miasta Madryt) – międzynarodowy towarzyski klubowy turniej piłkarski rozgrywany regularnie latem od 1973, z wyjątkiem 1999 i 2001, na stadionie Estadio Vicente Calderón w Madrycie (Hiszpania) i organizowany przez Atlético Madryt. W 2004 roku turniej zmienił nazwę na Trofeum Hellboya, ale został przerwany w kolejnych sezonach. Początkowo w turnieju występowały cztery drużyny i rozgrywano dwa mecze półfinałowe oraz mecz o 3 miejsce i finał, ale w ostatnich latach turniej rozgrywany w formacie pojedynczego meczu.

## Finały
| Edycja | Rok  | Finał             | Finał          | Finał                 | Trzecie miejsce   | Trzecie miejsce | Trzecie miejsce       |
| Edycja | Rok  | Zwycięzca         | Wynik          | Finalista             | 3 miejsce         | Wynik           | 4 miejsce             |
| ------ | ---- | ----------------- | -------------- | --------------------- | ----------------- | --------------- | --------------------- |
| I      | 1973 | A.C. Milan        | 2:1            | Partizan Belgrad      | Atlético Madryt   | 2:1             | SL Benfica            |
| II     | 1974 | Atlético Madryt   | 1:0            | Újpest Dózsa          | San Lorenzo       | 0:0 (k. 4:2)    | Crvena zvezda Belgrad |
| III    | 1975 | Atlético Madryt   | 2:1            | Torpedo Moskwa        | Vasas SC          | 3:1             | Vitoria Setubal       |
| IV     | 1976 | Atlético Madryt   | 1:0            | Athletic Bilbao       | Cruzeiro EC       | 2:0             | RWD Molenbeek         |
| V      | 1977 | A.C. Milan        | 3:2            | America               | Athletic Bilbao   | 1:0             | Atlético Madryt       |
| VI     | 1978 | River Plate       | 0:0 (k. 4:3)   | Atlético Madryt       | Rayo Vallecano    | 2:2 (k.)        | Derby County F.C.     |
| VII    | 1979 | VfB Stuttgart     | 1:0            | Grasshopper           | Atlético Madryt   | 5:0             | Real Sociedad         |
| VIII   | 1980 | Atlético Madryt   | 1:1 (k.)       | AFC Ajax              | CSKA Sofia        | 2:2             | SC Internacional      |
| IX     | 1981 | Independiente     | 2:0            | Honduras              | Atlético Madryt   | 1:1 (k.)        | CR Vasco da Gama      |
| X      | 1982 | Borussia Dortmund | 2:0            | Atlético Madryt       | Pumas UNAM        | 1:0             | Atlético Mineiro      |
| XI     | 1983 | Atlético Madryt   | 2:1            | Sevilla FC            | Sporting Gijón    | 2:0             | Valencia CF           |
| XII    | 1984 | PSV Eindhoven     | turniej        | Atlético Madryt       | Sporting CP       | -               | -                     |
| XIII   | 1985 | Atlético Madryt   | 2:0            | Grêmio                | -                 | -               | -                     |
| XIV    | 1986 | Atlético Madryt   | 3:2            | CR Flamengo           | -                 | -               | -                     |
| XV     | 1987 | Liverpool F.C.    | 1:0            | Atlético Madryt       | -                 | -               | -                     |
| XVI    | 1988 | Werder Brema      | 1:0            | Atlético Madryt       | -                 | -               | -                     |
| XVII   | 1989 | Atlético Madryt   | turniej        | Dinamo Bukareszt      | Tottenham Hotspur | -               | -                     |
| XVIII  | 1990 | Atlético Madryt   | 3:2            | Crvena zvezda Belgrad | -                 | -               | -                     |
| XIX    | 1991 | A.C. Milan        | 1:1 (k.)       | Atlético Madryt       | -                 | -               | -                     |
| XX     | 1992 | Atlético Madryt   | 2:0            | São Paulo             | -                 | -               | -                     |
| XXI    | 1993 | Atlético Madryt   | turniej        | CR Vasco da Gama      | Rayo Vallecano    | -               | -                     |
| XXII   | 1994 | Atlético Madryt   | 5:1            | 1. FC Köln            | -                 | -               | -                     |
| XXIII  | 1995 | Atlético Madryt   | 3:1            | Newell's Old Boys     | -                 | -               | -                     |
| XXIV   | 1996 | Atlético Madryt   | 5:0            | Crvena zvezda Belgrad | -                 | -               | -                     |
| XXV    | 1997 | Atlético Madryt   | 1:0            | Inter Mediolan        | -                 | -               | -                     |
| XXVI   | 1998 | Atlético Madryt   | 3:0            | S.S. Lazio            | -                 | -               | -                     |
| -      | 1999 | Nie rozgrywano    | Nie rozgrywano | Nie rozgrywano        | Nie rozgrywano    | Nie rozgrywano  | Nie rozgrywano        |
| XXVII  | 2000 | Atlético Madryt   | 3:1            | CR Flamengo           | -                 | -               | -                     |
| -      | 2001 | Nie rozgrywano    | Nie rozgrywano | Nie rozgrywano        | Nie rozgrywano    | Nie rozgrywano  | Nie rozgrywano        |
| XXVIII | 2002 | Chievo Verona     | 4:2            | Atlético Madryt       | -                 | -               | -                     |
| XXIX   | 2003 | Atlético Madryt   | 1:0            | Boca Juniors          | -                 | -               | -                     |

## Statystyki
| Lp.    | Klub                  | Zdobywca | Finalista | Lata triumfów                                                                                              |
| ------ | --------------------- | -------- | --------- | --- |
| 1.     | Atlético Madryt       | 18       | 7         | 1974, 1975, 1976, 1980, 1983, 1985, 1986, 1989, 1990, 1992, 1993, 1994, 1995, 1996, 1997, 1998, 2000, 2003 |
| 2.     | A.C. Milan            | 3        | 0         | 1973, 1977, 1991                                                                                           |
| 3-10.  | River Plate           | 1        | 0         | 1978 |
|        | VfB Stuttgart         | 1        | 0         | 1979 |
|        | Independiente         | 1        | 0         | 1981 |
|        | Borussia Dortmund     | 1        | 0         | 1982 |
|        | PSV Eindhoven         | 1        | 0         | 1984 |
|        | Liverpool F.C.        | 1        | 0         | 1987 |
|        | Werder Brema          | 1        | 0         | 1988 |
|        | Chievo Verona         | 1        | 0         | 2002 |
| 11-12. | CR Flamengo           | 0        | 2         | |
|        | Crvena zvezda Belgrad | 0        | 2         | |
| 13-29. | FK Partizan           | 0        | 1         | |
|        | Újpest Dózsa          | 0        | 1         | |
|        | Torpedo Moskwa        | 0        | 1         | |
|        | Athletic Bilbao       | 0        | 1         | |
|        | America               | 0        | 1         | |
|        | Grasshopper           | 0        | 1         | |
|        | AFC Ajax              | 0        | 1         | |
|        | Honduras              | 0        | 1         | |
|        | Sevilla FC            | 0        | 1         | |
|        | Grêmio                | 0        | 1         | |
|        | Dinamo Bukareszt      | 0        | 1         | |
|        | São Paulo             | 0        | 1         | |
|        | CR Vasco da Gama      | 0        | 1         | |
|        | 1. FC Köln            | 0        | 1         | |
|        | Newell's Old Boys     | 0        | 1         | |
|        | Inter Mediolan        | 0        | 1         | |
|        | S.S. Lazio            | 0        | 1         | |
|        | Boca Juniors          | 0        | 1         | |